# Trio pour violon, violoncelle et piano de Tailleferre
Pour les articles homonymes, voir Trio pour violon, violoncelle et piano.
Le trio pour violon, violoncelle et piano est une œuvre de musique de chambre de la compositrice française Germaine Tailleferre écrite en 1917 et remanié en 1978.

## Histoire
Germaine Tailleferre compose un trio pour piano, violon et violoncelle en 1917. Il se compose de trois mouvements : "Assez animé", "calme sans lenteur", et "très animé". En avril 1978, elle reprend les premier et dernier mouvements de ce trio et y intercale deux nouveaux mouvements, pour en donner une nouvelle version. Cette nouvelle œuvre est dédiée à la pianiste Micheline Dondeyne (épouse de Désiré Dondeyne, auteur de plusieurs transcriptions de ses pièces).

## Mouvements
Le trio est en quatre mouvements :
1. Allegro animato
2. Allegro vivace
3. Moderato
4. Très animé

## Discographie
- Renate Eggerbrecht (violon), Angela Gassenhuber (piano) et Friedemann Kupsa (violoncelle), Germaine Tailleferre, Kammermusik für Streicher, Bläser und Klavier, décembre 1992, Troubadisc, 1993.
- Massimo Marin (violon), Cristina Ariagno (piano) et Manuel Zigante (violoncelle), Tailleferre: Chamber Music and Piano Music, Timpani, 2002, rééd. Brilliant Classics, 2008.
- Morgenstern Trio, Tailleferre, Fontyn, Ravel, Avi, 2015.